# سیارک ۷۶۴۷
سیارک ۷۶۴۷ (به انگلیسی: 7647 Etrepigny، نامگذاری:1989SR2) هفت هزار و ششصد و چهل و هفتمین سیارک کشف شده‌است که در ۲۶ سپتامبر ۱۹۸۹ کشف شد.
قدر مطلق سیارک برابر ۱۳٫۴۰ است.